# Българско училище „Ален мак“ (Швайнфурт)
Българското училище „Ален мак“ (на немски: Bulgarische Schule „Alen Mak“) е училище на българската общност в град Швайнфурт, провинция Бавария, Германия. Създадено е през септември 2024 г. През първата учебна 2024/2025 г. в него се записват 23 деца. Започва с две квалифицирани учителки по български език и литература, музикален педагог и професионален хореограф. То се помещава в сградата на мултигенерационния център „Диакония“, на адрес: Bauerngasse 8. Директор на училището е Фатме Халил.